# Конференция по вопросам мировой политики
Конференция по вопросам мировой политики англ. World Policy Conference (WPC) — экономический форум по вопросам выхода из мирового экономического кризиса. 
Конференция по вопросам мировой политики заняла 3е место среди лучших Think Tank Conference в 2017 году по мнению TTCSP, Лаудер Институт, Пенсильванский университет[что?].

## История
В 2008 году Тери де Монтбриал — основатель и председатель Французского института международных отношений (l’Institut français des relations internationales, Ifri) — создал конференцию по вопросам мировой политики (WPC). Она является первой попыткой систематического размышления об организации глобального управления, приспособленного к реалиям XXI века. В ней принимают участие директивные органы, эксперты и влиятельные лидеры самого высокого уровня.
WPC — независимая организация. Её цель заключается в улучшении управления во всех его аспектах для поощрения более открытого, справедливого и процветающего мира, а также мира, учитывающего разнообразие государств и наций.
Конференция по вопросам мировой политики основана на дебатах, собирающих политических и экономических лидеров, дипломатов, представителей гражданского общества, экспертов и журналистов со всего мира. В условиях доверия и толерантности, главной целью данной конференции является размышление, обсуждение и предложение конструктивных решений в региональных и международных вопросах.
Первая конференция прошла в Евиан с 6 по 8 октября 2008 года.

## Принципы
Конференция по вопросам мировой политики (WPC) была основана на трёх главных принципах.

### Процесс глобализации
Конференция по вопросам мировой политики (WPC) вписывается в контекст укрепляющейся глобализации, в момент, когда взаимозависимость между разными странами (в политическом и экономическом планах, в плане окружающей среды) достигла своего пика. В 2008 году, в год создания конференции, прошло обсуждение на тему кризиса субстандартных кредитов, который только начался в США и который, впоследствии, никого не оставил в стороне.

### Международные отношения остаются основанными на отношениях между странами
Несмотря на глобализацию, мир остаётся построенным на политических единства (государствах), характеризующихся собственными территориями, населением и правительствами и основанных на общих ценностях, культуре и собственных учреждениях, а также ограниченных чёткими границами.

### Создание новой международной системы, а скорее управления ею — дело не только самих государств
Для обеспечения качественного глобального управления государства должны проводить реформы и сотрудничать между собой. Тем не менее, не только они должны работать в этом направлении, но и НПО и аналитические центры, в том числе Ifri, задача которых также состоит в участии в этом процессе. Необходимо пройти через директивные органы, в которых каждый член имеет право голоса и влияет на принятие решений. И наконец, международные (ООН), региональные (Африканский союз) а также специализированные (МВФ, Всемирный банк, Международное энергетическое агентство, Всемирная организация здравоохранения) учреждения должны приспособиться к новой международной структуре и найти адекватные решения.

## Гости
Конференция по вопросам мировой политики объединяет лиц политического, экономического и социального мира: глав государств и правительств, министров, сенаторов, депутатов, послов, генеральных директоров предприятий, экспертов, журналистов, а также членов НПО. Среди участников первых восьми конференций были:
- Масуд Ахмед (директор департамента Среднего Востока и Центральной Азии в МВФ)[6]
- Мартти Ахтисаари (бывший президент Финляндии)[7]
- Khalid Bin Mohammed Al Attiyah (в то время министр иностранных дел Катара)[8]
- Абдулла бин Нассер бин Халифа Аль Тани (премьер-министр Катара)[9]
- Cheikh Mohammed bin Abdulrahman bin Jassim Al-Thani (министр иностранных дел Катара)
- Его Королевское Высочество принц Турки ал-Фейсал (председатель центра исламских исследований имени Короля Фейсал)[10]
- Юкия Амано (генеральный директор МАГАТЭ)[7]
- Юсеф Амрани (королевский кабинет, Марокко)[8]
- Yutaka Aso (председатель Aso Group)[10]
- Жан-Марк Эро (бывший министр иностранных дел Франции)[9]
- Robert Badinter (бывший министр юстиции и хранитель печати Франции)[7]
- Bertrand Badré (в то время генеральный директор и финансовый директор группы Всемирного банка)[8]
- Пан Ги Мун (бывший генеральный секретарь ООН)[11]
- Эхуд Барак (бывший премьер-министр Израиля)[7]
- Sébastien Bazin (генеральный директор AccorHotels)[9]
- Марек Белька (бывший президент Национального банка Польши)[8]
- Charles-Édouard Bouée (генеральный директор Roland Berger Strategy Consultants)[8]
- Christian Bréchot (председатель института Пастера)[8]
- Дидье Буркхальтер (член Федерального совета Швейцарии, глава Федерального Департамента иностранных дел, ФДИД Швейцарии)[8]
- Korn Chatikavanij (бывший министр финансов Таиланда)[8]
- José Ángel Córdova Villalobos (в то время министр здравоохранения Мексики)[12]
- Chey Tae-Won (председатель SK Group, Республика Корея)[6]
- Nelson Cunningham (председатель McLarty Associates)[8]
- Ахмет Давутоглу (бывший премьер-министр Турции)[9]
- Кемаль Дервиш (вице-президент Брукингского института, бывший министр экономики Турции)[8]
- Božidar Đelić (партнёр и глава отдела Центральной и Восточной Европы в Lazard, бывший вице премьер-министр Сербии)[10]
- Saeb Erekat (главный посредник, Палестина)[9]
- Хайнц Фишер (федеральный президент Австрии)[7]
- Fu Ying (бывший вице-министр иностранных дел Китая)[7][11]
- Cheikh Tidiane Gadio (председатель панафриканского института стратегии, бывший министр иностранных дел Сенегала)[9]
- Роберт Гейтс (бывший министр обороны США)[10]
- Élisabeth Guigou (председатель комиссии по иностранным делам национального собрания)[6][8][9][10]
- Абдуллах Гюль (в то время президент Турции)[7]
- Хосе Анхель Гурриа (генеральный секретарь ОЭСР)[13]
- Ричард Хаас (председатель совета по международным отношениям)[10]
- Хан Сынсу (бывший премьер-министр Кореи)[12]
- Рияд Фарид Хиджаб (бывший премьер-министр Сирии)[9]
- Maria van der Hoeven (в то время исполнительный директор международного энергетического агентства)[6]
- Яап де Хооп Схеффер (в то время генеральный секретарь НАТО)[14]
- Мо Ибрагим (основатель и председатель фонда Мо Ибрагима)[13]
- Тоомас Хендрик Ильвес (президент Эстонии)[7][14]
- Мугур Исэреску (глава Национального банка Румынии)[8]
- Вук Еремич (председатель Центра международных отношений и устойчивого развития)[8]
- Джон Керр (член Палаты лордов)[9]
- Мари Кивиниеми (заместитель генерального секретаря ОЭСР)[8][9]
- Haïm Korsia (главный раввин Франции)[8]
- Haruhiko Kuroda (управляющий Центрального банка Японии)[11]
- Bruno Lafont (сопредседатель LafargeHolcim)[8]
- Паскаль Лами (бывший генеральный директор ВТО)[10]
- John Lipsky (Senior Fellow, Foreign Policy Institute, университет Джонса Хопкинса, Paul H. Nitze School of Advanced International Studies, бывший заместитель генерального секретаря МВФ)[8]
- Полин Маруа (в то время премьер-министр Квебека)[6]
- Дмитрий Медведев (в то время президент Российской Федерации)[14][15][16]
- Анато́лий Васи́льевич Торкуно́в (ректор МГИМО МИД России)[17][18][19]
- Его Светлости князь Альбер II (суверенный Князь Монако)[18]
- Марио Монти (бывший председатель Совета Министров Италии)[8][8][13]
- Мигель Анхель Моратинос (бывший министр иностранных дел Испании)[8][9]
- Игорь Владимирович Моргулов (заместитель Министра иностранных дел Российской Федерации)[10]
- Амр Муса (в то время генеральный секретарь ЛАГ)[7]
- Джозеф Най (профессор школы управления им. Джона Ф. Кеннеди)[10]
- Раила Одинга (в то время премьер-министр Кении)[14]
- Arkebe Oqubay (министр и советник премьер-министра Эфиопии)[8]
- Guillaume Pepy (председатель совета директоров SNCF и генеральный директор Épic SNCF Mobilités)[9]
- Patrick Pouyanné (генеральный директор и председатель исполнительного комитета Total)[8][9]
- Алассан Уаттара (президент Кот-д’Ивуара)[13]
- Пак Кын Хе (президент Республики Корея)[10]
- Didier Reynders (вице премерь-министр и министр иностранных дел Бельгии)[6]
- Мэри Робинсон (бывший президент Ирландии)[7]
- Норберт Рёттген (председатель комитета бундестага по внешней политике, Германия)[9]
- Кевин Радд (председатель Asia Society Policy Institute в Нью-Йорке, 26-й премьер-министр Австралии)[9]
- Jin Roy Ryu (генеральный директор Poongsan Group)[6][9][10]
- Николя Саркози (в то время президент Франции)[14][20]
- Борис Тадич (в то время президент Сербии)[14]
- Nobuo Tanaka (бывший испонительный директор МЭА)[8]
- Mostafa Terrab (генеральный директор марокканского центра фосфатов — OCP, " Офис Шерифьен де Фосфат ")[8]
- Жан-Клод Трише (бывший председатель Европейского центрального банка)[6][8][9][10][13]
- Юбер Ведрин (бывший министр иностранных дел Франции)[9]
- Wang Jisi (председатель института стратегических и международных исследований, Пекинский университет)[9]
- Лионель Зинсу (бывший премьер-министр Бенина)[8]
- Юкия Амано (генеральный директор МАГАТЭ)

## Место для размышлений и дебатов
Существует три типа собраний (пленарные сессии, рабочие группы и прения во время обедов и ужинов), основанных на идее публично-частного конструктивного взаимодействия на самом высоком уровне. Во время пленарных сессий у каждого участника есть возможность выступить на исключительной и равной основе, независимо от возможностей его страны.

## Место для неофициальных встреч
Каждый участник выбран на основе географических и функциональных критериев, а также критериев в сфере средств массовой информации. Для того, чтобы встречи были плодотворными, число участников каждой конференции ограничено. Благодаря этому, а также хорошему приёму, все условия для свободного разговора между участниками выполнены. Таким образом, конференция — это место для неофициальных встреч высокого уровня.

## Доступ к содержанию конференции
Большая часть конференции ведётся под запись и широко распространена.
- Печать

В ходе каждой конференции публикуется доклад, который содержит главные выдержки выступлений, а также публикуется биография всех участников и партнёров. Ключевые моменты каждой конференции иллюстрированы большим количеством фотографий. Несколько тысяч экземпляров этого двуязычного доклада (французского и английского) рассылаются ежегодно по всему миру. Его можно также скачать в формате PDF на сайте WPC.
- Онлайн

На сайте WPC можно не только скачать архивы предыдущих конференций, но и найти последнюю информацию о будущей конференции.
1. WPC TV: В WPC TV можно найти интервью и заявления участников конференции.[22]
2. Материалы конференции: все материалы публикуются онлайн. Все тексты и видео выступлений также публикуются.[23]

- Социальные сети и распределение

WPC есть в Twitter, Facebook, Flickr, Pearltrees и Pinterest. Также можно найти всё содержание событий в видео-формате на Youtube.

## Предыдущие конференции
Конференция по вопросам мировой политики обычно проходит в конце года. Ниже представлена сводная таблица предыдущих конференций.
| Конференция | Место                 | Даты                            |
| Первая      | Эвьян-ле-Бен, Франция | 6-8 октября 2008 года           |
| Вторая      | Марракеш, Марокко     | 30 октября — 1 ноября 2009 года |
| Третья      | Марракеш, Марокко     | 15-18 октября 2010 года         |
| Четвёртая   | Вена, Австрия         | 9-11 декабря 2011 года          |
| Пятая       | Канны, Франция        | 7-10 декабря 2012 года          |
| Шестая      | Монако                | 13-15 декабря 2013 года         |
| Седьмая     | Сеул, Южная Корея     | 8-10 декабря 2014 года          |
| Восьмая     | Монтрё, Швейцария     | 20-22 ноября 2015               |
| Девятая     | Доха, Катар           | 20-22 ноября 2016               |